# Brug 132
Brug 132 is een vaste brug in Amsterdam Oud-West.
De brug ligt in het verlengde van de noordelijke Jacob Catskade van de Kattensloot en het zuidelijk puntje van de zuidelijke De Wittenkade van de Kostverlorenvaart. Ze overspant diezelfde Kostverlorenvaart en landt op de noordelijke De Wittenkade/Van der Palmkade. Er kon hier een vaste brug komen, omdat dit noordelijke deel van de Kostverlorenkade geen deel uitmaakt van de Staande Mastroute, die voert hier namelijk via de Kattensloot.
In het eind van de 19e eeuw lag hier al een de oeververbinding, deze was in 1897 twee dagen buiten gebruik in verband met herstelwerkzaamheden. In 1900 was zij opnieuw even buiten dienst.
De latere voetbrug dateert uit 1935/1936 en is afkomstig van de burelen van de Publieke Werken. Destijds was Piet Kramer verantwoordelijk voor de architectuur van de bruggen, maar zijn naam ontbrak op de tekeningen etc. In weerwil van het onderbreken van die handtekening, draagt de brug de signatuur van Kramer. De brug is gebouwd in de Amsterdamse Schoolstijl, er is de voor hem gebruikelijk afwisseling bak- en natuursteen. Hoewel Kramer doorgaans smeedijzeren balustrades toepaste, gebruikte hij hier balustrades van hout. Zoals hij dat overigens ook al had gedaan bij bijvoorbeeld de bruggen in het Amsterdamse Bos en de Zorgvliedbrug. Er was destijds een budget van 25.000 voor deze brug, die werd aangelegd met steun van het Werkfonds. De aanloop naar de brug is in terrasvorm (gegevens 2017).
<<< · 100 · 101 · 102 · 103 ·  105 · 106 · 107 · 108 · 109 ·  110 · 111 · 112 · 113 · 114 · 115 · 116 · 117 · 118 · 119 · 120 · 121 · 122 · 123 · 124 · 125 · 126 · 127 · 128 · 129 · 130 · 131 · 132 · 135 · 136 · 137 · 138 · 139 · 140 · 141 · 142 · 143 · 144 · 145 · 146 · 147 · 148 · 149 ·  150 · 151 · 152 · 155 · 156 · 159 · 160 · 161 · 162 · 163 · 164 · 165 · 166 · 167 · 168 · 169 ·  170 · 171 · 172 · 173 · 174 · 175 · 176 · 177 · 178 · 179 · 180 · 181 · 182 · 183 · 184 · 185 · 186 · 187 · 189 · 190 · 191 · 192 · 193 · 194 · 195 · 196 · 198 · 199 · >>>
Brugnummers 104, 133, 134, 153, 154, 157, 158, 188 en 197 zijn niet (meer) in gebruik.